# Collines d'Allan
Les collines d'Allan, plus rarement collines Allan, sont un groupe de collines à l'extrémité de la chaîne Transantarctique, situées dans les régions de la terre d'Oates et de la terre Victoria, en Antarctique. Elles sont généralement dépourvues de glace et mesurent 22 km de long, juste au nord-ouest des collines de Coombs près des sommets du glacier Mawson et du glacier Mackay.
Elles ont été cartographiées en 1957-1958 par l'équipe néo-zélandaise de l'expédition Fuchs-Hillary et ont été baptisées en l'honneur du géologue néo-zélandais Robin Sutcliffe Allan.
En 2016, des carottes de glace bleue ont été extraites de ces collines, dans une zone où de la vieille glace gisait près de la surface. Ces carottes, chronologiquement discontinues, ont été datées par la méthode potassium-argon : la glace la plus ancienne date de 2,7 millions d'années, de loin la glace la plus ancienne jamais datée.
De nombreuses météorites ont été découvertes dans ces collines. Elles sont dénommées par le sigle ALH (pour Allan Hills), suivi d'un numéro. ALH 84001 notamment, une météorite martienne, a été médiatisée à la fin du XXe siècle lorsqu'une micrographie électronique montrant des structures tubulaires évoquant des bactéries fossilisées a été largement diffusée dans la presse.